# Mark A. Altman
Mark A. Altman est un scénariste, producteur, acteur et réalisateur américain né en 1950.

## Biographie
Il est également le créateur des séries télévisées américaines Femmes fatales et Pandora.

## Filmographie
Sauf indication contraire, les informations mentionnées dans cette section peuvent être confirmées par la base de données cinématographiques IMDb,  présente dans la section « Liens externes ».

### Cinéma
- 1999 : Free Enterprise (scénariste, producteur et acteur)
- 2000 : The Specials (producteur et acteur)
- 2003 : House of the Dead (scénariste et producteur délégué)
- 2005 : All Souls Day: Dia de los Muertos (en) (scénariste et producteur)
- 2006 : The Dark Room (scénariste et producteur)
- 2006 : Room 6 (scénariste, producteur et acteur)
- 2006 : The Thirst (en) (scénariste, producteur et acteur)
- 2007 : DOA: Dead or Alive (producteur)
- 2013 : Caught on Tape (producteur délégué)
- 2018 : Can't Have You (réalisateur, scénariste, sous les pseudonymes Alan Smithee et Alan Smithee Jr.)

### Télévision

#### Téléfilms
- 2005 : House of the Dead 2 (scénariste, producteur et acteur)
- 2006 : Dead and Deader (scénariste, producteur et acteur)

#### Séries télévisées
- 2009 : Castle (coproducteur de neuf épisodes)
- 2011 : Femmes fatales (créateur de la série, réalisateur de cinq épisodes et producteur délégué de vingt-huit épisodes)
- 2011 : La Diva du divan (scénariste de deux épisodes et producteur de onze épisodes)
- 2014 : Flynn Carson et les Nouveaux Aventuriers (scénariste de deux épisodes et coproducteur délégué de dix épisodes)
- 2015 : Agent X (en) (scénariste de deux épisodes, producteur de  six épisodes et coproducteur délégué de trois épisodes)
- 2019 : Pandora (créateur et scénariste de la série, producteur délégué de treize épisodes et réalisateur d'un épisode)

### Jeux vidéo
- 2001 : Dead or Alive 3 (auteur de dialogues additionnels)